# Lawless Darkness
 (janvier 2020).
Albums de Watain
Sworn to the Dark
(2007)
Lawless Darkness est le quatrième album studio du groupe de Black metal suédois Watain. L'album est sorti le 7 juin 2010 sous le label Season of Mist.

## Musiciens
- Erik Danielssen: Chant, Basse
- Hakan Jonsson: Batterie
- Pelle Forsberg: Guitare

## Liste des morceaux
1. Death's Cold Dark - 05:29
2. Malfeitor - 06:58
3. Reaping Death - 05:07
4. Four Thrones - 06:16
5. Wolves Curse - 09:12
6. Lawless Darkness (Instrumental) - 06:08
7. Total Funeral - 06:04
8. Hymn to Qayin - 05:57
9. Kiss of Death - 07:46
10. Waters of Ain - 14:31